# Hydrogamasus littoralis
Hydrogamasus littoralis är en spindeldjursart som först beskrevs av Giovanni Canestrini 1881.  Hydrogamasus littoralis ingår i släktet Hydrogamasus och familjen Ologamasidae. Inga underarter finns listade i Catalogue of Life.